# Kościół św. Jadwigi Śląskiej w Rybnicy Leśnej
Kościół św. Jadwigi Śląskiej w Rybnicy Leśnej – rzymskokatolicki kościół filialny parafii św. Franciszka z Asyżu w Wałbrzychu mieszczący się w Rybnicy Leśnej w diecezji świdnickiej.

## Historia

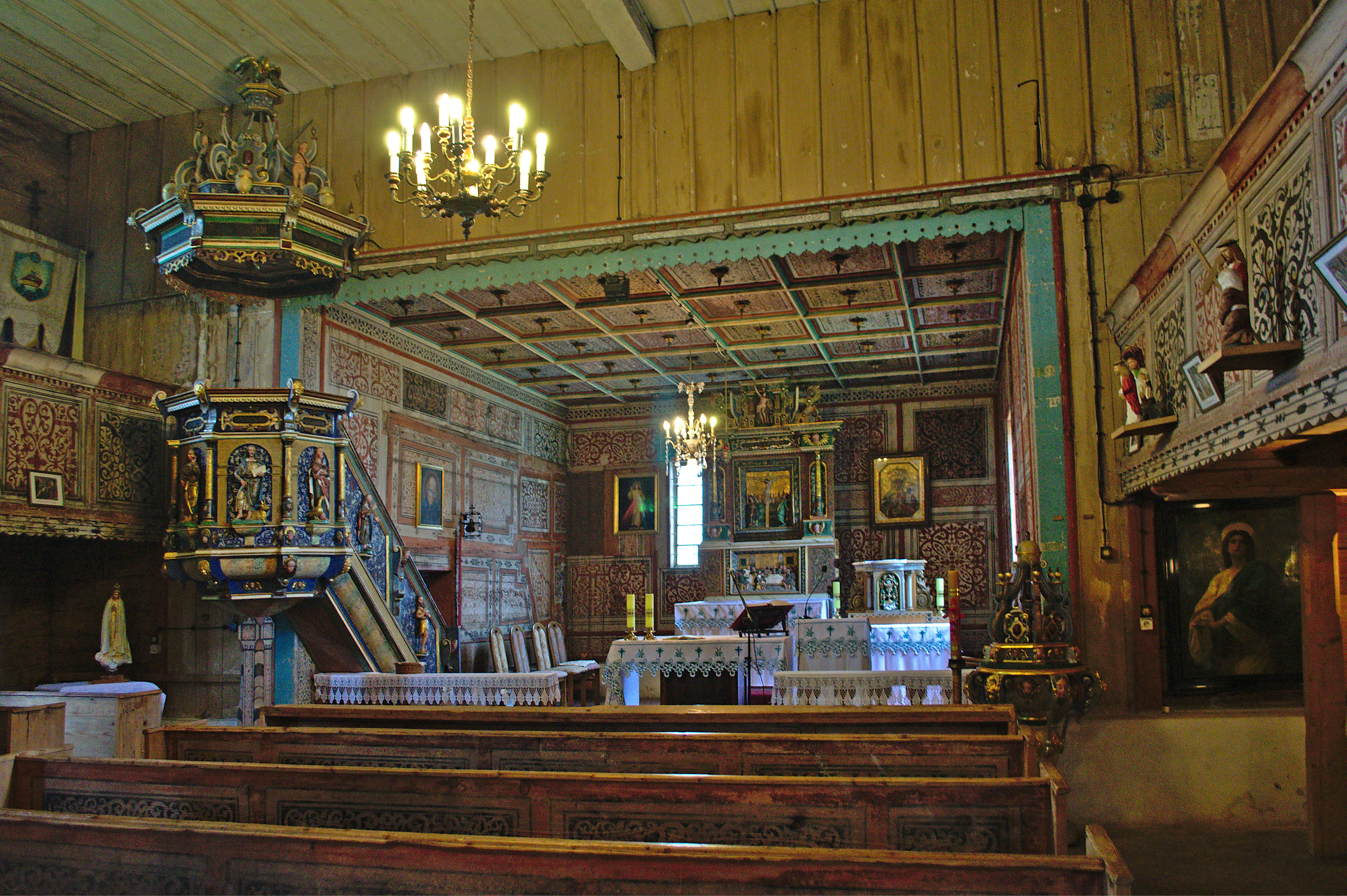
Nawa boczna z prezbiterium

Kościół powstał prawdopodobnie ok. 1600 r. jako kościół ewangelicki. Przejęty przez kościół rzymskokatolicki w ramach rekatolizacji w 1654 roku. Restaurowany w XIX w. i w 1963 r. Drewniana, jednonawowa konstrukcja na kamiennej podmurówce datowana jest na 1577 r. Świątynia została przebudowana w 1608 r.. Wnętrze ozdobione jest późnorenesansową polichromią o wzorach geometrycznych i roślinnych. Obok kościoła wznosi się na murowanym cokole z bramą czworoboczną, drewniana dzwonnica z wysmukłym ośmiobocznym hełmem z 1608 r.. Ołtarz główny, renesansowy z ok. 1608 r., chrzcielnica (renesans ludowy) z ok. 1620 r., trzy empory drewniane z 1608 r., oraz pięć epitafiów z piaskowca, barokowych z XVII i XVIII w., m.in. H. G. Preusslera z 1691 r..